# Neck-through
Neck-through lub neck-through body - metoda konstrukcji gitar elektrycznych i basowych, zakładająca, że kawałek (lub kawałki) drewna z którego zrobiony jest gryf przechodzi przez całą długość korpusu gitary. W takim wypadku struny, podstrunnica, przystawki i mostek są zamontowane na tym kawałku drewna. W tym wypadku skrzydła (boki korpusu) są doklejane do tego centralnego elementu.